# Дуриданов, Иван
Иван Василев Дурида́нов (22 февраля 1920, Комштица — 8 декабря 2005, София) — болгарский учёный, академик, один из наиболее авторитетных исследователей, преподавателей и авторов трудов по языкознанию, этимологии и ономастике в Болгарии. Известен исследованиями по фракийскому языку.

## Биография
Родился в 1920 году в селе Комштица (община Годеч), в семье учителя. Детство и юность провёл в селе Крива-Бара (община Лом). Учился в гимназии с преподаванием латинского языка. Окончил Софийский университет по специальности «Славянская и классическая филология» в 1942 г. В 1942—43 гг. — ассистент в службе болгарского языка при Болгарской академии наук. В 1946—1947 гг. — преподаватель женской гимназии города Скопье.
В 1951 г. стал ассистентом Софийского университета, в 1956 г. получил звание доцента, а в 1962 г. — профессора. В 1970—1972 гг. — декан Филологического факультета, а в 1972—1976 гг. декан Факультета славянской филологии. И. Дуриданов возглавлял летние семинары болгарского языка и культуры, председательствовал в Комиссии по болгаристике при Софийском университете. В 1975—90 гг. возглавлял кафедру общего и сравнительного языкознания.

### Основные работы
И. В. Дуриданов опубликовал свыше 450 работ, переведённых на 10 языков в 13 странах.
- Дуриданов, Владимир Георгиев, Увод в езикознанието: Учебник за учителските институти. — София: Нар. просвета, 1958. -

172 с.
- Дуриданов, Владимир Георгиев, Езикознание: Учебник за университетите. — София: Наука и изкуство, 1959. — 354 с.
- Дуриданов, Стоянка Н. Андреева, Библиография на българската ономастика: 1960—1970. — София: СУ Климент Охридски, 1972. — 60 с., 1980. — 404 с.
- Дуриданов, Езикът на траките: [Изследване]. — София: Наука и изкуство, 1976. — 167 с.

### Статьи
- Дуриданов, Н.Намерански. Първата крачка беше наша. Четвърт век организирано проучване на местните имена. В: Септ. слово [Михайловград], XXIV, № 2538, 22 дек. 1977, стр. 4
- Дуриданов, Към проблемата за развоя на българския език от синтетизъм към аналитизъм. В: Год. СУ «Св. Кл. Охридски». Филолог. фак., 51, 1955, (1956), № 1, стр. 85-272
- Дуриданов, За периодизацията на българския език. В: Известия на Института по бългългарски език, I, 1952/2, стр. 203—206
- Дуриданов, Понятието падеж и въпросът за българското склонение. В: Български език, IV, 1954/2, стр. 145—150
- Дуриданов, Общото езикознание и проблемите на езиковото строителство. В: Език и литература, XXXIV, 1979/1, стр. 9-19
- Дуриданов, Развой на българската ономастика: Ч. 1 Антропонимия. В: Onomastica (Wroclaw), II, 1956/2, стр. 365—369